# Carlo Cicognani
Carlo Cicognani (Forlì, 1783 – 1838) è stato un medico, scienziato e patriota italiano, membro della Accademia dei Mineralogisti di Francia.

## Biografia
Partecipò alle guerre napoleoniche, alla fine della campagna Italica, nel 1819, fondò a Forlì, con Pietro Bofondi (fratello del Cardinale Giuseppe Bofondi), una scuola di mutuo insegnamento (peer education).
A causa delle idee liberali che vi circolavano, la scuola venne chiusa d'autorità dopo due anni.
Fu simpatizzante, in un primo tempo, della Carboneria, poi aderì alle idee e alla presenza della società della Adelfia, di impostazione guelfa e di rituale massonico.
Fu insegnante di matematica alla Università di Malta.